# Station Smithy Bridge
Smithy Bridge is een spoorwegstation van National Rail in Smithy Bridge, Rochdale in Engeland. Het station is eigendom van Network Rail en wordt beheerd door Northern Rail. 